# Margate
För andra betydelser, se Margate (olika betydelser).
Margate är en stad i grevskapet Kent i sydöstra England. Staden är huvudort i distriktet Thanet och ligger cirka 24 kilometer nordost om Canterbury. Den är belägen i grevskapets nordöstra delar på halvön Isle of Thanet. Margate hade 45 713 invånare vid folkräkningen år 2021.
Margate består av stadsdelarna Cliftonville, Garlinge, Palm Bay och Westbrook. Det är en kuststad som lockar många turister på sommaren.

## Historia
Margate nämns som Meregate 1264 och som Margate 1299, men stavningen har varierat under århundradena.